# Karl Morell
Karl Morell oder Karl Morel (* 29. September 1822 in St. Gallen; † 19. April 1866 in Zürich) war ein Schweizer Historiker, Journalist und Hochschullehrer.

## Leben
Morell war Sohn eines Kaufmanns. Er besuchte zunächst die Schule in St. Gallen, musste sich aber über grosse Strecken seiner Schulbildung den Stoff selbst zu Hause aneignen, da er schwer erkrankt war. Die Erkrankung zog später auch Lähmungserscheinungen nach sich. Sein ganzes Leben verfügte er über eine schwache körperliche Verfassung. 1845 oder 1846 kam er an die Universität Heidelberg, an der er Geschichte, Literaturgeschichte und Philosophie studierte. Er beteiligte sich 1848 an der Badischen Revolution und musste in der Folge noch 1848 zurück in die Schweiz flüchten.
Morell war in der Schweiz Sekretär im Politischen Departement in Bern und arbeitete als solcher dem Bundespräsidenten Jonas Furrer zu. Danach war er Lehrer der Geschichte an der Kantonsschule Bern, bevor er als radikalliberaler Journalist und Privatgelehrter in Bern lebte und für seine zahlreichen Publikationen recherchierte.
Morell siedelte 1856 nach St. Gallen über. Von 1858 bis 1860 wirkte er als Redaktor des Landboten in Winterthur. Im Wintersemester 1861/1862 erfolgte seine Habilitation in Zürich. Von 1862 bis 1866 lehrte er als Privatdozent für Schweizer Geschichte an der Universität Zürich sowie am Polytechnikum Zürich.

## Werke (Auswahl)
- Der badische Aufstand in seinem innern Zusammenhange mit der Reformbewegung Deutschlands. Scheitlin und Zollikofer, St. Gallen 1848.
- Gedichte. St. Gallen 1852.
- Die Schweizerregimenter in Frankreich 1789–1792: Episoden aus der Revolutionsgeschichte Frankreichs und der Schweiz. Scheitlin und Zollikofer, St. Gallen 1858.
- Struensee, Trauerspiel in 5 Aufzügen. St. Gallen 1860.
- Karl von Bonstetten: ein schweizerisches Zeit- und Lebensbild. Lücke, Winterthur 1861 (Digitalisat).
- Die helvetische Gesellschaft: Aus den Quellen dargestellt. Lücke, Winterthur 1863.